# 속초고등학교
속초고등학교(束草高等學校)는 대한민국 강원특별자치도 속초시 장사동에 위치한 공립 고등학교이다.

## 학교 연혁
- 1952년 5월 25일 : 속초고등학교 설립인가
- 1952년 6월 2일 : 개교(1학급 50명) 초대 서창하 교장 부임, 현 속초초등학교 터
- 1952년 6월 13일 : 교가 제정(작사 육군 준장 최홍희, 작곡 김윤영)
- 1954년 12월 31일 : 인문계고등학교 설립인가(9학급)
- 1955년 2월 : 제1회 졸업식(58명 졸업)
- 1955년 6월 7일 : 신축교사로 이전(1구 158번지 2층 12교실, 현 양우아파트 터)
- 1965년 12월 29일 : 속초시 교동 신축교사로 이전(속초리 산 199번지, 현재의 설악중학교)
- 1966년 12월 23일 : 병설 설악중학교 설립 인가
- 1970년 3월 3일 : 신입생 233명 신축교사로 이전(교동 산 209-1번지, 현재의 속초교육청, 속초중학교)
- 1971년 9월 1일 : 설악중학교와 분리인가
- 1988년 11월 14일 : 신축교사로 이전(장사동 460번지)
- 1988년 12월 28일 : 체육관(영랑관) 준공
- 1997년 12월 16일 : 우정학숙(종합생활관) 준공
- 2001년 10월 15일 : 30학급 증설인가
- 2007년 8월 10일 : 급식소(독가뫼 맛집) 준공식
- 2014년 8월 22일 : 다목적 강당(화랑관) 준공
- 2018년 5월 11일 : 인조잔디구장 준공
- 2023년 9월 1일 : 제23대 장승복 교장 부임
- 2024년 12월 27일 : 제71회 졸업식(208명 졸업, 총 졸업생 수 20,224명)
- 2025년 3월 4일 : 제72회 입학식(2025학년도 210명 입학)

## 참고 자료
- 속초고등학교 - 한국교육학술정보원 학교알리미